# Liste des candidats à l'élection générale québécoise de 2018
 (février 2019).
Cette liste des candidats à la élection générale québécoise 2018 indique les personnes dont la candidature a été confirmée pour l'élection générale québécoise de 2018.

## Bas-Saint-LaurentetGaspésie-Îles-de-la-Madeleine- 7 sièges
| District électoral          | Libéral              | Parti québécois        | Coalition avenir   | Québec solidaire         | Conservateur       | Vert                | Autres                                   |  | En poste           |
|                             |                      |                        |                    |                          |                    |                     |                                          |  |                    |
| Bonaventure                 | François Whittom     | Sylvain Roy            | Hélène Desaulniers | Catherine Cyr Wright     |                    | Heather Imhoff      | Daniel Bouchard (CAP) Guy Gallant (Ind.) |  | Sylvain Roy        |
| Côte-du-Sud                 | Simon Laboissonnière | Michel Forget          | Marie-Eve Proulx   | Guillaume Dufour         | Marc Roussin       |                     | Gabriel Dubé (BP) Renaud Blais (NUL)     |  | Norbert Morin ‡    |
| Gaspé                       | Alexandre Boulay     | Méganne Perry Mélançon | Louis Lebouthiller | Alexis Dumont-Blanchet   |                    |                     |                                          |  | Gaétan Lelièvre    |
| Îles-de-la-Madeleine        | Maryse Lapierre      | Joël Arseneau          | Yves Renaud        | Robert Boudreau          |                    |                     |                                          |  | Germain Chevarie ‡ |
| Matane-Matapédia            | Annie Fournier       | Pascal Bérubé          | Mathieu Quenum     | Marie-Phare Boucher      | Paul-Émile Vignola | Pierre-Luc Coulombe | Jocelyn Rioux (CAP)                      |  | Pascal Bérubé      |
| Rimouski                    | Claude Laroche       | Harold LeBel           | Nancy Levesque     | Carol-Ann Kack           |                    | Alexie Plourde      | Dany Lévesque (BP) Denis Bélanger (Ind.) |  | Harold LeBel       |
| Rivière-du-Loup–Témiscouata | Jean D'Amour         | Vincent Couture        | Denis Tardif       | Goulimine Sylvie Cadôret | Martin Perron      |                     |                                          |  | Jean D'Amour       |

## Côte-Nord,Nord du QuébecetSaguenay—Lac-Saint-Jean- 8 sièges
| District électoral | Libéral             | Parti québécois     | Coalition avenir  | Québec solidaire         | Conservateur       | Vert           | Autres                                    |  | En poste             |
|                    |                     |                     |                   |                          |                    |                |                                           |  |                      |
| Chicoutimi         | Marie-Josée Morency | Mireille Jean       | Andrée Laforest   | Pierre Dostie            | Léonard Gagnon     | Tommy Philippe |                                           |  | Mireille Jean        |
| Dubuc              | Serge Simard        | Marie-Annick Fortin | François Tremblay | Marie-Francine Bienvenue | François Pelletier |                | Line Bélanger (NUL)                       |  | Serge Simard         |
| Duplessis          | Laurence Méthot     | Lorraine Richard    | Line Cloutier     | Martine Roux             | Alexandre Leblanc  |                |                                           |  | Lorraine Richard     |
| Jonquière          | Alexandre Duguay    | Sylvain Gaudreault  | Benoit Rochefort  | Marce Lapointe           | Jimmy Voyer        | Julie Sion     |                                           |  | Sylvain Gaudreault   |
| Lac-Saint-Jean     | Mathieu Huot        | William Fradette    | Éric Girard       | Manon Girard             | Michael Grecoff    |                | Maude Gouin-Huot (ÉA)                     |  | Alexandre Cloutier ‡ |
| René-Lévesque      | Jonathan Lapointe   | Martin Ouellet      | André Desrosiers  | Sandrine Bourque         | Éric Barnabé       |                |                                           |  | Martin Ouellet       |
| Roberval           | Philippe Couillard  | Thomas Gaudreault   | Denise Trudel     | Luc-Antoine Cauchon      | Carl Lamontagne    |                | Julie Boucher (CAP)Lynda Lalancette (NUL) |  | Philippe Couillard   |
| Ungava             | Jean Boucher        | Jonathan Mattson    | Denis Lamothe     | Alisha Tukkiapik         | Alexandre Croteau  | Cristina Roos  | Louis R. Couture (NPD)                    |  | Jean Boucher         |

## Région de Québec- 18 sièges

### Chaudière-Appalaches(7 sièges)
| District électoral     | Libéral               | Parti québécois     | Coalition avenir   | Québec solidaire | Conservateur        | Vert                  | Autres                                                                      |  | En poste         |
|                        |                       |                     |                    |                  |                     |                       |                                                                             |  |                  |
| Beauce-Nord            | Myriam Taschereau     | Daniel Perron       | Luc Provençal      | Fernand Dorval   | Isabelle Villeneuve |                       | Nicole Goulet (CAP)                                                         |  | André Spénard    |
| Beauce-Sud             | Paul Busque           | Guillaume Grondin   | Samuel Poulin      | Diane Vincent    | Milan Jovanovic     | Cassandre Poulin      | Jean Paquet (CAP) Hans Mercier (P51)                                        |  | Paul Busque      |
| Bellechasse            | Dominique Vien        | Benoît Béchard      | Stéphanie Lachance | Benoit Comeau    | Dominique Messner   |                       | Sébastien Roy (APQ) Simon Guay (BP)                                         |  | Dominique Vien   |
| Chutes-de-la-Chaudière | Ghyslain Vaillancourt | Serge Bonin         | Marc Picard        | Olivier Bolduc   | Philippe Gaboury    |                       | Stéphane Blais (CAP) Évelyne Henry (NPD)                                    |  | Marc Picard      |
| Lévis                  | Abdulkadir Abkey      | Pierre-Gilles Morel | François Paradis   | Georges Goma     | Michel Walters      | Maude Bussière        | Stéphane L'heureux-Blouin (BP) Nancy Fournier (CAP) Lorraine Chartier (NPD) |  | François Paradis |
| Lotbinière-Frontenac   | Pierre-Luc Daigle     | Yohann Beaulieu     | Isabelle Lecours   | Normand Beaudet  | Réjean Labbé        | Marie-Claude Dextraze | Yves Roy (CAP) Daniel Croteau (P51)                                         |  | Laurent Lessard  |

### Capitale-Nationale(11 sièges)
| District électoral         | Libéral             | Parti québécois        | Coalition avenir     | Québec solidaire           | Conservateur      | Vert                | Autres |  | En poste            |
|                            |                     |                        |                      |                            |                   |                     | |  |                     |
| Charlesbourg               | François Blais      | Annie Morin            | Jonatan Julien       | Élizabeth Germain          | Valérie Tremblay  |                     | Daniel Pelletier (ÉA) |  | François Blais      |
| Charlevoix–Côte-de-Beaupré | Caroline Simard     | Nathalie Leclerc       | Émilie Foster        | Jessica Crossan            |                   |                     | Albert Chiasson (CAP) Andréanne Bouchard (NPD)                                                                                  |  | Caroline Simard     |
| Chauveau                   | Véronyque Tremblay  | Jonathan Fraser Gagnon | Sylvain Lévesque     | Francis Lajoie             | Adrien D. Pouliot | Sabir Isufi         | Mona Belleau (NPD) Sébastien Roy (APQ)                                                                                          |  | Véronyque Tremblay  |
| Jean-Lesage                | Gertrude Bourdon    | Claire Vignola         | Christiane Gamache   | Sol Zanetti                | Anne Deblois      | Alex Bellefeuille   | Marie-Pierre Deschênes (CAP) Raymond Côté (NPD) Nicolas Bouffard-Savoie (ÉA) Claude Moreau (ML) Charles Verreault-Lemieux (NUL) |  | André Drolet        |
| Jean-Talon                 | Sébastien Proulx    | Sylvain Barrette       | Joëlle Boutin        | Patrick Provost            | Carl Bérubé       | Macarena Diab       | Stéphane Pouleur (ÉA) Ali Dahan (Ind.) Hamid Nadji (NPD) Ginette Boutet (ML)                                                    |  | Sébastien Proulx    |
| La Peltrie                 | Stéphane Lacasse    | Doni Berberi           | Éric Caire           | Alexandre Jobin-Lawler     | Julie Plamondon   | Sandra Mara Riedo   | Yohann Dauphinais (CAP) Josée Mélanie Michaud (ÉA) Kevin Bouchard (NUL) Stephen Wright (P51)                                    |  | Éric Caire          |
| Louis-Hébert               | Julie-Maude Perron  | Normand Beauregard     | Geneviève Guilbault  | Guillaume Boivin           | Nathalie Bjerke   | Daydree Vendette    | Jean-Luc Rouckout (ÉA) Vincent Bégin (Ind.) Caroline Côté (NPD)                                                                 |  | Geneviève Guilbault |
| Montmorency                | Marie-France Trudel | Alexandre Huot         | Jean-François Simard | Marie-Christine Lamontagne | Daniel Beaulieu   | Nicholas Lescarbeau | Jean Bédard (ML) |  | Raymond Bernier     |
| Portneuf                   | Philippe Gasse      | Christian Hébert       | Vincent Caron        | Odile Pelletier            | Guy Morin         |                     | Constance Guimont (CAP) |  | Michel Matte        |
| Taschereau                 | Florent Tanlet      | Dianne Lavallée        | Svetlana Solomykina  | Catherine Dorion           |                   | Élisabeth Grégoire  | Christian Lavoie (CAP) Guy Boivin (ÉA) Roger Duguay (NPD) Nicolas Pouliot (NUL)                                                 |  | Agnès Maltais ‡     |
| Vanier-Les Rivières        | Patrick Huot        | William Duquette       | Mario Asselin        | Monique Voisine            | Alain Fortin      | Samuel Raymond      | David Dallaire (CAP) Carl Côté (Ind.) Carl-André Poliquin (NUL)                                                                 |  | Patrick Huot        |

## MauricieetLanaudière- 11 sièges

### Mauricie(4 sièges)
| District électoral       | Libéral             | Parti québécois       | Coalition avenir    | Québec solidaire  | Conservateur         | Vert                         | Autres                                                |  | En poste                   |
|                          |                     |                       |                     |                   |                      |                              |                                                       |  |                            |
| Champlain                | Pierre-Michel Auger | Gaëtan Leclerc        | Sonia LeBel         | Steven Roy Cullen | Pierre-Benoît Fortin | Stéphanie Dufresne           | Anthony Rouss (BP) Éric Gauthier (ÉA)                 |  | Pierre-Michel Auger        |
| Laviolette–Saint-Maurice | Pierre Giguère      | Jacynthe Bruneau      | Marie-Louise Tardif | Christine Cardin  | Dominique Lanneville |                              | Jacques Gosselin (CAP)                                |  | Julie Boulet ‡ *Laviolette |
| Laviolette–Saint-Maurice | Pierre Giguère      | Jacynthe Bruneau      | Marie-Louise Tardif | Christine Cardin  | Dominique Lanneville | Pierre Giguère Saint-Maurice | Jacques Gosselin (CAP)                                |  |                            |
| Maskinongé               | Marc H. Plante      | Nicole Morin          | Simon Allaire       | Simon Piotte      | Maxime Rousseau      | Amélie Saint-Yves            | Alain Bélanger (CAP) Jonathan Beaulieu-Richard (Ind.) |  | Marc H. Plante             |
| Trois-Rivières           | Jean-Denis Girard   | Marie-Claude Camirand | Jean Boulet         | Valérie Delage    | Daniel Hénault       | Adis Simidzija               |                                                       |  | Jean-Denis Girard          |

### Lanaudière(7 sièges)
| District électoral | Libéral            | Parti québécois       | Coalition avenir     | Québec solidaire    | Conservateur             | Vert             | Autres                     |  | Député sortant   |
|                    |                    |                       |                      |                     |                          |                  |                            |  |                  |
| Berthier           | Robert Magnan      | André Villeneuve      | Caroline Proulx      | Louise Beaudry      |                          | Jérôme St-Jean   | Rémi Bourdon (CAP)         |  | André Villeneuve |
| Joliette           | Émilie Imbeault    | Véronique Hivon       | François St-Louis    | Judith Sicard       |                          | Étienne St-Jean  | Sébastien Dupuis (CAP)     |  | Véronique Hivon  |
| L'Assomption       | Virginie Bouchard  | Sylvie Langlois       | François Legault     | Marie-Claude Brière | Charles-Étienne Raynault | Ève Bellavance   | Sylvie Tougas (CAP)        |  | François Legault |
| Masson             | Maryanne Beauchamp | Diane Gadoury-Hamelin | Mathieu Lemay        | Stéphane Durupt     | David Morin              | Véronique Dubois |                            |  | Mathieu Lemay    |
| Repentigny         | Emilie Therrien    | Eric Tremblay         | Lise Lavallée        | Olivier Huard       | Pierre Lacombe           | Chafika Hebib    | Julie Janette Girard (CAP) |  | Lise Lavallée    |
| Rousseau           | Patrick Watson     | Nicolas Marceau       | Louis-Charles Thouin | Hélène Dubé         | Richard Evanko           |                  | Michel Lacasse (CAP)       |  | Nicolas Marceau  |
| Terrebonne         | Margaux Selam      | Mathieu Traversy      | Pierre Fitzgibbon    | Kassandra Torok     | Jules Néron              | Carole Dubois    | Mathieu Goyette (CAP)      |  | Mathieu Traversy |

## Sud-Est- 9 sièges

### Centre-du-Québec(3+1sièges)
| District électoral   | Libéral             | Parti québécois   | Coalition avenir       | Québec solidaire          | Conservateur          | Vert                 | Autres                                      |  | Député sortant et gagnant |
|                      |                     |                   |                        |                           |                       |                      |                                             |  |                           |
| Arthabaska           | Pierre Poirier      | Jacques Daigle    | Eric Lefebvre          | William Champigny-Fortier | Lisette Gaudreault    | Jean-Charles Pelland | Jean Landry (APQ)                           |  | Eric Lefebvre             |
| Drummond–Bois-Francs | Kevin Deland        | Diane Roy         | Sébastien Schneeberger | Lannïck Dinard            | François Picard       |                      | Steve Therion (ÉA) Sylvain Marcoux (Ind.)   |  | Sébastien Schneeberger    |
| Johnson              | François Vaes       | Jacques Tétreault | André Lamontagne       | Sarah Saint-Cyr           | Jean-François Vignola | Émile Coderre        | Yves Audet (CAP)Andrew Leblanc-Marcil (NPD) |  | André Lamontagne          |
| Nicolet-Bécancour    | Marie-Claude Durand | Lucie Allard      | Donald Martel          | François Poisson          | Jessie McNicoll       | Vincent Marcotte     | Blak D. Blackburn (BP)                      |  | Donald Martel             |

### Estrie(5 sièges)
| District électoral | Libéral        | Parti québécois     | Coalition avenir | Québec solidaire         | Conservateur            | Vert                    | Autres |  | Député sortant     |
|                    |                |                     |                  |                          |                         |                         | |  |                    |
| Mégantic           | Robert G. Roy  | Gloriane Blais      | François Jacques | Andrée Larrivée          |                         | Sylvain Dodier          | Richard Veilleux (CAP) |  | Ghislain Bolduc    |
| Orford             | Guy Madore     | Maxime Leclerc      | Gilles Bélanger  | Annabelle Lalumière-Ting | Joseph Tremblay-Bonsens | Stéphanie Desmeules     | Tommy Poulin (CAP) |  | Pierre Reid        |
| Richmond           | Annie Godbout  | Véronique Vigneault | André Bachand    | Colombe Landry           | Karl Brousseau          | Yves de la Madeleine    | Déitane Gendron (CAP) |  | Karine Vallières ‡ |
| Saint-François     | Charles Poulin | Solange Masson      | Geneviève Hébert | Kévin Côté               |                         | Mathieu Morin           | Cyrille McElreavy (CAP)                                                                                                   |  | Guy Hardy ‡        |
| Sherbrooke         | Luc Fortin     | Guillaume Rousseau  | Bruno Vachon     | Christine Labrie         |                         | Marie-Maud Coté-Rouleau | Jossy Roy (BP) Éric Lebrasseur (CAP) Luc Lainer (Ind.) Patrick Tétreault (Ind.) Mona Louis-Jean (NPD) Sarah Richard (NUL) |  | Luc Fortin         |

## Montérégie- 22 sièges

### Montérégie-Est
| District électoral | Libéral             | Parti québécois        | Coalition avenir      | Québec solidaire      | Conservateur       | Vert                  | Autres                                                             |  | Député sortant        |
|                    |                     |                        |                       |                       |                    |                       |                                                                    |  |                       |
| Borduas            | Martin Nichols      | Cédric Gagnon-Ducharme | Simon Jolin-Barrette  | Annie Desharnais      | André Lecompte     | Nicolas Gravel        | Razz E. (BP) Stéphane Thévenot (CAP) André Martin (NPD)            |  | Simon Jolin-Barrette  |
| Brome-Missisquoi   | Ingrid Marini       | Andréanne Larouche     | Isabelle Charest      | Alexandre Legault     |                    | Elisabeth Dionne      | Manon Gamache (CAP) Marc Alarie (VP)                               |  | Pierre Paradis        |
| Chambly            | François Villeneuve | Christian Picard       | Jean-François Roberge | Francis Vigeant       | Guy L'heureux      | Camille B. Jannard    | Benjamin Vachon (BP) Gilles Guindon (CINQ) Gilles Létourneau (NPD) |  | Jean-François Roberge |
| Granby             | Lyne Laverdure      | Chantal Beauchemin     | François Bonnardel    | Anne-Sophie Legault   | Pierre Belanger    | Daphné Poulin         | Kevin Robidas (BP) Stéphane Deschamps (NUL)                        |  | François Bonnardel    |
| Iberville          | Mylène Gaudreau     | Nicolas Dionne         | Claire Samson         | Karl Lenz Gravenhorst | Serge Benoit       | Michelle Kolatschek   | Dany Desjardins (BP) Marc-André Renaud (NPD)                       |  | Claire Samson         |
| Richelieu          | Sophie Chevalier    | Sylvain Rochon         | Jean-Bernard Émond    | Sophie Pagé-Sabourin  | Nancy Gentes       | Ksenia Svetoushkina   |                                                                    |  | Sylvain Rochon        |
| Saint-Hyacinthe    | Annie Pelletier     | Daniel Breton          | Chantal Soucy         | Marijo Demers         |                    |                       | Luc Chulak (NPD)                                                   |  | Chantal Soucy         |
| Saint-Jean         | Vanessa Parent      | Dave Turcotte          | Louis Lemieux         | Simon Lalonde         | Philippe Perreault | Véronique Langlois    | Louis St-Jacques (CAP) Geneviève Ruel (NPD)                        |  | Dave Turcotte         |
| Verchères          | Agnieszka Wnorowska | Stéphane Bergeron      | Suzanne Dansereau     | Jean-René Péloquin    | Lisette Benoit     | Pierre-Olivier Downey | Vincent Hillel (NPD)                                               |  | Stéphane Bergeron     |

### Montérégie Ouest
(Suroît et Longueuil seulement) 
| District électoral | Libéral              | Parti québécois         | Coalition avenir     | Québec solidaire           | Conservateur        | Vert                     | Autres                                                                                            |  | Député sortant       |
|                    |                      |                         |                      |                            |                     |                          |                                                                                                   |  |                      |
| Beauharnois        | Félix Rhéaume        | Guy Leclair             | Claude Reid          | Pierre-Paul St-Onge        | Yannick Campeau     |                          | Tommy Mathieu (CAP) François Mantion (NPD)                                                        |  | Guy Leclair          |
| Châteauguay        | Pierre Moreau        | Jean-Philippe Thériault | Marie-Chantal Chassé | Sandrine Garcia McDiarmid  | Jeff Benoît         | Stephanie Stevenson      | Marie-Ève Masucci-Lauzon (NPD)                                                                    |  | Pierre Moreau        |
| Huntingdon         | Stéphane Billette    | Huguette Hébert         | Claire IsaBelle      | Aiden Hodgins-Ravensbergen | Jérémie Ouellette   | Victoria Mary Haliburton | Charles Orme (NPD)                                                                                |  | Stéphane Billette    |
| La Pinière         | Gaétan Barrette      | Suzanne Gagnon          | Sylvia Baronian      | Marie Pagès                | Anwar El Youbi      | Aziza Dini               | Djaouida Sellah (NPD)Fang Hu (Ind.) Patrick Hayes (Ind.)                                          |  | Gaétan Barrette      |
| Laporte            | Nicole Ménard        | Barbara Guy             | Jacinthe-Eve Arel    | Claude Lefrançois          | Linda Therrien      | Sabrina Huet-Côté        | Marc-André Audet (NPD)                                                                            |  | Nicole Ménard        |
| La Prairie         | Richard Merlini      | Cathy Lepage            | Christian Dubé       | Daniel Blouin              | Patrick Chamberland | Alexandre Caron          | Normand Chouinard (ML) Liana Minato (P51) Boukare Tall (NPD)                                      |  | Richard Merlini      |
| Marie-Victorin     | Sonia Ziadé          | Catherine Fournier      | Martyne Prévost      | Carl Lévesque              |                     | Laeticia Poiré-Hill      | Shirley Cedent (CINQ)Florent Portron (ÉA) Myriam De Grandpré-Ruel (NPD) Pierre Chénier (ML)       |  | Catherine Fournier   |
| Montarville        | Ludovic Grisé Farand | Daniel Michelin         | Nathalie Roy         | Caroline Charette          |                     |                          | Jean Dury (BP) Lise Roy (NPD)                                                                     |  | Nathalie Roy         |
| Sanguinet          | Marcelina Jugureanu  | Alain Therrien          | Danielle McCann      | Maya Fréchette-Bonnier     | Nikolai Grigoriev   | Antonino Geraci          | Hélène Héroux (ML)                                                                                |  | Alain Therrien       |
| Soulanges          | Lucie Charlebois     | Samuelle D. Henry       | Marilyne Picard      | Andrée Bessette            | Felice Trombino     | Bianca Jitaru            | Jean-Patrick Berthiaume (BP) Patrick Marquis (ÉA) Dominik Prud'homme (CAP) Etienne Madelein (NPD) |  | Lucie Charlebois     |
| Taillon            | Mohammed Barhone     | Diane Lamarre           | Lionel Carmant       | Manon Blanchard            | Gerardin Verty      | Mel-Lyna Cadieux         | Jonathan Leduc (NPD)                                                                              |  | Diane Lamarre        |
| Vachon             | Linda Caron          | Patrick Ney             | Ian Lafrenière       | André Vincent              | Lise des Greniers   | Stella Bean              | Hugo Bluntss (BP) Stéphane Marginean (CAP) Ian Lecourtois (NPD)                                   |  | Martine Ouellet ‡    |
| Vaudreuil          | Marie-Claude Nichols | Philip Lapalme          | Claude Bourdonnais   | Igor Erchov                | Ryan Robertson      | Jason Mossa              | Camille Jetté-Piché (BP) Daniel Pilon (CAP) Ryan Young (NPD)                                      |  | Marie-Claude Nichols |

## Archipel d'Hochelaga - 33 sièges

### Montréal (Est de l'Île) - 14 sièges
| District électoral         | Libéral                  | Parti québécois     | Coalition avenir | Québec solidaire      | Conservateur         | Vert                    | Autres |  | Député sortant        |
|                            |                          |                     |                  |                       |                      |                         | |  |                       |
| Anjou–Louis-Riel           | Lise Thériault           | Karl Dugal          | Michelle Gamelin | Marie-Josée Forget    |                      | Hamza Madani            | Vincent Henes (NPD) |  | Lise Thériault        |
| Bourassa-Sauvé             | Paule Robitaille         | Karine Gauvin       | Julie Séide      | Alejandra Zaga Mendez | Michel Boissonneault | Karina Barros           | Jean-François Brunet (BP) Sabrinel Laouadi (CINQ) Jean Marie Floriant Ndzana (Ind.) Abed Louis (NPD)                                  |  | Rita de Santis        |
| Bourget                    | Vincent Girard           | Maka Kotto          | Richard Campeau  | Marlène Lessard       |                      | Marieke Hassell-Crépeau | Dany Roy (CAP) Claude Brunelle (ML)                                                                                                   |  | Maka Kotto            |
| Gouin                      | Alessandra Lubrina       | Olivier Gignac      | Arianne Lebel    | Gabriel Nadeau-Dubois |                      | Alice Sécheresse        | Ana Da Silva (BP) Jenny Cartwright (NUL)                                                                                              |  | Gabriel Nadeau-Dubois |
| Hochelaga-Maisonneuve      | Julien Provencher-Proulx | Carole Poirier      | Sarah Beaumier   | Alexandre Leduc       | Mathieu Beaudoin     |                         | Étienne Mallette (BP) Gabriel Boily (CAP) Éric-Abel Baland (NPD) Christine Dandenault (ML)                                            |  | Carole Poirier        |
| Jeanne-Mance–Viger         | Filomena Rotiroti        | Marie-Josée Bruneau | Sarah Petrari    | Ismaël Seck           | Sylvain Dallaire     | Sylvie Hétu             | Garnet Colly (ML) |  | Filomena Rotiroti     |
| LaFontaine                 | Marc Tanguay             | Claude Gauthier     | Loredana Bacchi  | David Touchette       | Caleb Lavoie         | David Cox               | Yves Le Seigle (ML) |  | Marc Tanguay          |
| Laurier-Dorion             | George Tsantrizos        | Marie-Aline Vadius  | Simon Langelier  | Andrés Fontecilla     | Mohammad Yousuf      | Juan Vazquez            | Hugô St-Onge (BP) Éric Lessard (CAP) Arezki Malek (ML) Apostolia Petropoulos (NPD) Mathieu Marcil (NUL) Chef Jean Louis Thémis (PCUL) |  | Gerry Sklavounos ‡    |
| Maurice-Richard            | Marie Montpetit          | Frédéric Lapointe   | Manon Gauthier   | Raphaël Rebelo        |                      | Gilles Fournelle        | Morgan Ali (BP) Daniel St-Hilaire (CAP) Jean Rémillard (NPD) Manon Dupuis (NUL)                                                       |  | Marie Montpetit       |
| Mercier                    | Gabrielle Collu          | Michelle Blanc      | Johanne Gagné    | Ruba Ghazal           | Ludovic Proulx       | Stephanie Rochemont     | Serge Lachapelle (ML) Conrad Thompson (NPD) Malou Marcil (NUL)                                                                        |  | Amir Khadir ‡         |
| Pointe-aux-Trembles        | Éric Ouellette           | Jean-Martin Aussant | Chantal Rouleau  | Celine Pereira        |                      |                         | Pierre Surette (BP) Louis Chandonnet (ÉA) Geneviève Royer (ML)                                                                        |  | Nicole Léger ‡        |
| Rosemont                   | Agata La Rosa            | Jean-François Lisée | Sonya Cormier    | Vincent Marissal      | Alexandra Liendo     | Karl Dubois             | Coralie Laperrière (BP) Stéphane Chénier (ML) Paulina Ayala (NPD) Catherine Raymond Poirier (NUL)                                     |  | Jean-François Lisée   |
| Sainte-Marie–Saint-Jacques | Louis Charron            | Jennifer Drouin     | Anna Klisko      | Manon Massé           | Simon Pouliot        | Anna Calderon           | Henri Ladouceur (BP) Alexis Cossette-Trudel (CAP)                                                                                     |  | Manon Massé           |
| Viau                       | Frantz Benjamin          | Mounddy D. Sanon    | Janny Gaspard    | Sylvain Lafrenière    | Patrick St-Onge      |                         | Hugo Pépino (BP) Beverly Bernardo (Ind.) Mamoun Ahmed (NPD)                                                                           |  | David Heurtel         |

### Montréal (Ouest de l'Île) - 13 sièges
| District électoral      | Libéral             | Parti québécois         | Coalition avenir   | Québec solidaire          | Conservateur           | Vert                 | Autres                                                                                   |                        | Député sortant           |
|                         |                     |                         |                    |                           |                        |                      |                                                                                          |                        |                          |
| Acadie                  | Christine St-Pierre | Farida Sam              | Sophie Chiasson    | Viviane Martinova-Croteau | Jocelyn Chouinard      | Laurence Sicotte     | Yves Breton (ML) Michel Welt (NPD)                                                       |                        | Christine St-Pierre      |
| D'Arcy-McGee            | David Birnbaum      | Éliane Pion             | Mélodie Cohn       | Jean-Claude Kumuyange     | Matthew Kaminski       | Jérémie Alarco       | Diane Johnson (ML) Leigh Smith (NPD)                                                     |                        | David Birnbaum           |
| Jacques-Cartier         | Greg Kelley         | Martine Bourgeois       | Karen Hilchey      | Nicolas Chatel-Launay     | Louis-Charles Fortier  | Catherine Polson     | Cynthia Bouchard (CAP) Teodore Daiev (Ind.) France Séguin (NPD)                          |                        | Geoffrey Kelley          |
| Marguerite-Bourgeoys    | Hélène David        | Jeannot Desbiens        | Vicky Michaud      | Camille St-Laurent        |                        | Smaïl Louardiane     | Nashaat Elsayed (NPD)                                                                    |                        | Robert Poëti             |
| Marquette               | Enrico Ciccone      | Carole Vincent          | Marc Hétu          | Anick Perreault           | Olivia Boye            | Kimberly Salt        | Patrick Desjardins (CAP) Roger Déry (Ind.) John Symon (NPD)                              |                        | François Ouimet          |
| Mont-Royal–Outremont    | Pierre Arcand       | Caroline Labelle        | Anne-Marie Gagnon  | Ève Torres                | Yaakov Pollak          | Vincent J.Carbonneau | Normand Fournier (ML) Rebecca Anne Clark (NPD)                                           |                        | Pierre Arcand Mont-Royal |
| Mont-Royal–Outremont    | Pierre Arcand       | Caroline Labelle        | Anne-Marie Gagnon  | Ève Torres                | Yaakov Pollak          | Vincent J.Carbonneau | Normand Fournier (ML) Rebecca Anne Clark (NPD)                                           | Hélène David Outremont |                          |
| Nelligan                | Monsef Derraji      | Chantal Legendre        | Angela Rapoport    | Simon Tremblay-Pepin      | Mathew Kaminski        | Giuseppe Cammarrota  | Leslie Eric Murphy (NPD)                                                                 |                        | Martin Coiteux           |
| Notre-Dame-de-Grâce     | Kathleen Weil       | Lucie Bélanger          | Nathalie Dansereau | Kathleen Gudmundsson      | Souhail Ftouh          | Chad Walcott         | Cynthia Nicolls (Ind.) Rachelle Hoffman (ML) David-Roger Gagnon (NPD)                    |                        | Kathleen Weil            |
| Robert-Baldwin          | Carlos Leitão       | Marie-Imalta Pierre-Lys | Laura Azéroual     | Zachary Williams          | Cynthia Catel          | Catherine Richardson | Luca Brown (NPD)                                                                         |                        | Carlos Leitão            |
| Saint-Henri–Sainte-Anne | Dominique Anglade   | Dieudonné Ella Oyono    | Sylvie Hamel       | Benoit Racette            | Caroline Orchard       | Jean-Pierre Duford   | Félix Gagnon-Paquin (BP) Christopher Young (CINQ) Steven Scott (NPD) Linda Sullivan (ML) |                        | Dominique Anglade        |
| Saint-Laurent           | Marwah Rizqy        | Elias Dib Nicolas       | Mark Baaklini      | Marie Josèphe Pigeon      | Guy Morissette         | Halimatou Bah        | Fernand Deschamps (ML) Jacques Dago (NPD)                                                |                        | Jean-Marc Fournier       |
| Verdun                  | Isabelle Melançon   | Constantin Fortier      | Nicole Leduc       | Vanessa Roy               | Eitan Moryoussef       | Alex Tyrrell         | Hugo Richard (BP) Eileen Stud (ML) Raphaël Fortin (NPD) Marc-André Milette (NUL)         |                        | Isabelle Melançon        |
| Westmount–Saint-Louis   | Jennifer Maccarone  | Jocelyne Marion Benoit  | Michelle Morin     | Ekaterina Piskunova       | Mikey Colangelo Lauzon | Sam Kühn             | Nicholas Peter Lawson (NPD)                                                              |                        | Jacques Chagnon          |

### Laval (Québec) (6 sièges)
| District électoral | Libéral              | Parti québécois       | Coalition avenir   | Québec solidaire         | Conservateur          | Vert                  | Autres                                                                 |  | Député sortant       |
|                    |                      |                       |                    |                          |                       |                       |                                                                        |  |                      |
| Chomedey           | Guy Ouellette        | Nacera Beddad         | Alice Abou-Khalil  | Rabah Moulla             | Nick Keramarios       | Fatine Kabbaj         | Omar El-Harrache (NPD)                                                 |  | Guy Ouellette        |
| Fabre              | Monique Sauvé        | Odette Lavigne        | Adriana Dudas      | Nora Yata                | Juliette Zuniga Lopez | David Gilbert-Parisée | Karim Mahmoodi (NPD)                                                   |  | Monique Sauvé        |
| Laval-des-Rapides  | Saul Polo            | Jocelyn Caron         | Christine Mitton   | Graciela Mateo           | Benoit Larocque       | Estelle Obeo          | Bianca Bozsodi (CAP) Jean Phariste Pharicien (NPD) Elias Pograkis (PL) |  | Saul Polo            |
| Mille-Îles         | Francine Charbonneau | Michel Lachance       | Mauro Barone       | Jean Trudelle            |                       | Alain Joseph          | Jason D'Aoust (BP) Dwayne Cappelletti (PL)                             |  | Francine Charbonneau |
| Sainte-Rose        | Jean Habel           | Marc-André Constantin | Christopher Skeete | Simon Charron            | Benoit Blanchard      | Caroline Bergevin     | Valérie Louis-Charles (CINQ) Alain Giguère (NPD)                       |  | Jean Habel           |
| Vimont             | Jean Rousselle       | Sylvie Moreau         | Michel Reeves      | Caroline Trottier-Gascon | Rachel Landerman      | Mélanie Messier       | Rachel Demers (CAP) Andriana Koncini (NPD) Jean-Marc Boyer (Ind.)      |  | Jean Rousselle       |

## Abitibi-Témiscamingue, Outaouais et Laurentides - 18 sièges

### Abitibi-Témiscamingue (3 sièges)
| District électoral          | Libéral         | Parti québécois    | Coalition avenir | Québec solidaire         | Conservateur        | Vert                | Autres                                        |  | Député sortant     |  | Député gagnant           |
|                             |                 |                    |                  |                          |                     |                     |                                               |  |                    |  |                          |
| Abitibi-Est                 | Guy Bourgeois   | Élizabeth Larouche | Pierre Dufour    | Lyne Cyr                 |                     | Mélina Paquette     | Éric Caron (CAP)                              |  | Guy Bourgeois      |  | Pierre Dufour            |
| Abitibi-Ouest               | Martin Veilleux | Sylvain Vachon     | Suzanne Blais    | Rose Marquis             | Éric Lacroix        | Yan Dominic Couture | Stéphane Lévesque (CAP)Maxim Sylvestre (Ind.) |  | François Gendron ‡ |  | Suzanne Blais            |
| Rouyn-Noranda—Témiscamingue | Luc Blanchette  | Gilles Chapadeau   | Jeremy Bélanger  | Émilise Lessard-Therrien | Guillaume Lanouette | Jessica Wells       | Fernand St-Georges (CAP)                      |  | Luc Blanchette     |  | Émilise Lessard-Therrien |

### Outaouais (5 sièges)
| District électoral | Libéral           | Parti québécois          | Coalition avenir | Québec solidaire     | Conservateur          | Vert           | Autres                                                        |  | Député sortant    |                   | Député gagnant    |
|                    |                   |                          |                  |                      |                       |                |                                                               |  |                   |                   |                   |
| Chapleau           | Marc Carrière     | Blake Ippersiel          | Mathieu Lévesque | Alexandre Albert     | Rowen Tanguay         |                | Françoise Roy (ML)                                            |  | Marc Carrière     |                   | Mathieu Lévesque  |
| Gatineau           | Luce Farrell      | Jonathan Carreiro-Benoit | Robert Bussière  | Milan Bernard        | Mario Belec           | Jasper Boychuk | Alexandre Deschênes (ML)                                      |  | Stéphanie Vallée  |                   | Robert Bussière   |
| Hull               | Maryse Gaudreault | Marysa Nadeau            | Rachel Bourdon   | Benoit Renaud        | Jean-Philippe Chaussé | Patricia Pilon | Marco Jetté (CAP) Pierre Soublière (ML) Nichola St-Jean (NPD) |  | Maryse Gaudreault | Maryse Gaudreault | Maryse Gaudreault |
| Papineau           | Alexandre Iracà   | Yves Destroismaisons     | Mathieu Lacombe  | Mélanie Pilon-Gauvin | Joanne Godin          | Michel Tardif  | Lynne Boyer (CAP) Isabelle Yde (NUL) Claude Flaus (P51)       |  | Alexandre Iracà   |                   | Mathieu Lacombe   |
| Pontiac            | André Fortin      | Marie-Claire Nivolon     | Olive Kamanyana  | Julia Wilkie         | Kenny Roy             | Roger Fleury   | Louis Lang (ML) Samuel Gendron (NPD)                          |  | André Fortin      | André Fortin      | André Fortin      |

### Laurentides (10 sièges)
| District électoral | Libéral                   | Parti québécois          | Coalition avenir   | Québec solidaire       | Conservateur      | Vert                 | Autres                                                                   |  | Député sortant     | Député gagnant |
|                    |                           |                          |                    |                        |                   |                      |                                                                          |  |                    |                |
| Argenteuil         | Bernard Bigras-Denis      | Patrick Côté             | Agnès Grondin      | Céline Lachapelle      | Sherwin Edwards   | Carole Thériault     | Louise Wiseman (CAP) Yves St-Denis (Ind.) Stéphanie Boyer (PL)           |  | Yves St-Denis      |                |
| Bertrand           | Diane de Passillé         | Gilbert Lafrenière       | Nadine Girault     | Mylène Jaccoud         | Kathy Laframboise | Natacha Alarie       | Benoît Pigeon (CAP)Benoit Martin (PL)                                    |  | Claude Cousineau ‡ |                |
| Blainville         | Lucia Carvalho            | Gabriel Gousse           | Mario Laframboise  | William Lepage         |                   | Valérie Fortier      | Jean Bastien (CAP) Thierry Gervais (NPD)                                 |  | Mario Laframboise  |                |
| Deux-Montagnes     | Fabienne Fatou Diop       | Daniel Goyer             | Benoit Charette    | Audrey Lesage-Lanthier | Delia Fodor       | Isabelle Dagenais    | Hans Roker Jr. (BP) Denis Paré (CAP) Éric Émond (CINQ) Martin Brulé (PL) |  | Benoit Charette    |                |
| Groulx             | Sabrina Chartrand         | Jean-Philippe Meloche    | Eric Girard        | Fabien Torres          | Vincent Aubé      | Robin Dick           | Chantal Lavoie (CAP) Claude Surprenant (Ind.)                            |  | Claude Surprenant  |                |
| Labelle            | Nadine Riopel             | Sylvain Pagé             | Chantale Jeannotte | Gabriel Dagenais       | Francis Brosseau  | René Fournier        | Régis Ostiguy (CAP)                                                      |  | Sylvain Pagé       |                |
| Les Plaines        | Vincent Orellana Pepin    | Marc-Olivier Leblanc     | Lucie Lecours      | Kévin St-Jean          | Mathieu Laliberté | Boris Geynet         | Mathieu Stevens (PL)                                                     |  | Nouveau district   |                |
| Mirabel            | Camille Arsenault Brideau | Denise Beaudoin          | Sylvie D'Amours    | Marjolaine Goudreau    | Désiré Mounanga   | Émile Paiement       | Vincent Laurin (BP) Patricia Vaca (CINQ)                                 |  | Sylvie D'Amours    |                |
| Prévost            | Naömie Goyette            | Paul St-Pierre Plamondon | Marguerite Blais   | Lucie Mayer            | Malcolm Mulcahy   |                      | Michel Leclerc (PL)                                                      |  | Nouveau district   |                |
| Saint-Jérôme       | Antoine Poulin            | Marc Bourcier            | Youri Chassin      | Ève Duhaime            | Normand Michaud   | Annabelle Desrochers | Sylvie Brien (CAP) Christine Simon (NPD) Giuseppe Starnino (PL)          |  | Marc Bourcier      |                |

## Nombre de candidats par parti
| Parti | Parti                                               | Chef                                 | Candidats |
| ----- | --------------------------------------------------- | ------------------------------------ | --------- |
|       | Parti libéral du Québec                             | Philippe Couillard                   | 125       |
|       | Parti québécois                                     | Jean-François Lisée                  | 125       |
|       | Coalition avenir Québec - L'équipe François Legault | François Legault                     | 125       |
|       | Québec solidaire                                    | Manon Massé et Gabriel Nadeau-Dubois | 125       |
|       | Parti vert du Québec                                | Alex Tyrrell                         | 97        |
|       | Parti conservateur du Québec                        | Adrien D. Pouliot                    | 101       |
|       | Nouveau Parti démocratique du Québec                | Raphaël Fortin                       | 59        |
|       | Parti marxiste-léniniste du Québec                  | Pierre Chénier                       | 25        |
|       | Équipe autonomiste                                  | Stéphane Pouleur                     | 12        |
|       | Citoyens au pouvoir du Québec                       | Stéphane Blais                       | 56        |
|       | Changement Intégrité pour notre Québec              | Eric Emond                           | 7         |
|       | Parti nul                                           | Renaud Blais                         | 16        |
|       | Bloc pot                                            | Jean-Patrick Berthiaume              | 29        |
|       | Parti 51                                            | Hans Mercier                         | 5         |
|       | Alliance provinciale du Québec                      | Sébastien Roy                        | 2         |
|       | Parti Culinaire                                     | Jean-Louis Thémistocle               | 1         |
|       | Parti libre                                         | Michel Leclerc                       | 8         |
|       | Voie du peuple                                      | Marc Alarie                          | 1         |
|       | Indépendant                                         | Indépendant                          | 21        |
| Total | Total                                               | Total                                | 940       |

| Coalition avenir | Libéral   | Parti québécois | Québec solidaire |
| 74 sièges        | 31 sièges | 10 sièges       | 10 sièges        |
| ^                |           |                 |                  |
| majorité         |           |                 |                  |